# Saint-Hélen
Saint-Hélen är en kommun i departementet Côtes-d'Armor i regionen Bretagne i nordvästra Frankrike. Kommunen ligger i kantonen Dinan-Est som tillhör arrondissementet Dinan. År 2022 hade Saint-Hélen 1 535 invånare.

## Befolkningsutveckling
Antalet invånare i kommunen Saint-Hélen
Referens:INSEE